# 자이타푸르 원자력 발전소
자이타푸르 원자력 발전소는 인도 마하라슈트라주 자이타푸르(Jaitapur)에 건설을 추진중인 원자력 발전소이다.

## 역사
2010년, 프랑스 원전 기업인 아레바는 자이타푸르에 원전 6기를 건설하기로 했으나 토지 수용 문제 등으로 진행이 늦어지고 있다.
2018년 12월, 프랑스의 전력 기업인 EDF는 인도 자이타푸르 원전 건설 비용과 자금 조달 방안이 담긴 제안서를 인도 정부에 제출했다.
인도 자이타푸르 원전은 1650 MW 규모의 원자로 6기를 짓는 인도 최대 원전 프로젝트다. 22기 원자로를 가동 중인 인도는 2008년 프랑스와 원전 사업 협약을 맺고 7기 원전을 추가로 짓고 있다.
인도는 향후 20년간 서부 마하라슈트라주 자이타푸르, 타라푸르, 구자라트주 미티비르디, 하리아나주 파테하바드 등의 지역에 원전 30기를 추가로 건설, 63,000 MW의 전력을 확보한다는 방침이다.

## 같이 보기
- en:Tarapur Atomic Power Station
- en:Nuclear power in India